# Vunzige Deuntjes
Vunzige Deuntjes (VD Events) is een Nederlandse evenementenorganisatie, bekend van de Vunzige Deuntjes-clubavonden en het gelijknamige jaarlijks terugkerende festival. Het bedrijf is gevestigd in Amsterdam. Sinds de oprichting in 2011 is het bedrijf uitgegroeid tot een van de grootste organisaties binnen het hiphop- en r&b-segment in de Benelux, met meer dan tien festivals in (co)productie, ruim honderd clubavonden en 150.000+ bezoekers per jaar, verspreid over Nederland en Vlaanderen. De slogan van Vunzige Deuntjes,‘Join The Family’, is gebaseerd op het toegankelijke en inclusieve karakter van de evenementen.

## Geschiedenis

### Oprichting
De eerste editie van Vunzige Deuntjes vond plaats op 20 januari 2011 in Bitterzoet in Amsterdam. Oprichter Stacey Dijkstra was op zoek naar een plek om zijn verschillende vriendengroepen samen te kunnen brengen. Na een aantal succesvolle edities werd al gauw de overstap gemaakt naar Paradiso, waarna ook andere Nederlandse steden een eigen editie van Vunzige Deuntjes kregen. Ook buiten Nederland ontstond er vraag naar de evenementen van Vunzige Deuntjes, wat resulteerde in edities in Duitsland en België.

### Festival
De eerste editie van Vunzige Deuntjes Festival werd gehouden op 31 augustus 2013, bij DOK Amsterdam. 
Op 27 juli 2014 vond de tweede editie van Vunzige Deuntjes Festival plaats, ditmaal in het Diemerbos. Dit was de eerste keer dat werd gekozen voor een aantal internationale namen op de line-up, met onder andere Artful Dodger en Washerman. De tweede editie trok 3500 bezoekers. 
In 2015 vond Vunzige Deuntjes Festival plaats in het Diemerbos. Deze editie trok rond de 4500 bezoekers. Naast de eigen Vunzige Deuntjes stage waren onder andere Desperados, Fiesta Macumba en Hippe Types B aanwezig met een eigen stage, met acts als Broederliefde, Jarreau Vandal, DJ Abstract en Jody Bernal. 
Het jaar daarop vond de eerste meerdaagse editie van Vunzige Deuntjes Festival plaats op 30 en 31 juli, eveneens in het Diemerbos. 
In 2017 werd ook gekozen voor een tweedaags festival in het Diemerbos, met een totaal van 14.000 bezoekers. Live optredens werden verzorgd door onder andere De Jeugd Van Tegenwoordig, Ronnie Flex, Mula B en Freddy Moreira. 
In 2018 werd weer teruggegrepen naar een eendaags festival, ditmaal op het N1-terrein in Amsterdam-West. Onder meer Broederliefde, Idaly, Bokoesam en Ronnie Flex & Deuxperience Band maakten hier hun opwachting. 

### Overname door ID&T
Eind 2019 werd bekend dat het Nederlandse media-en entertainmentbedrijf ID&T een meerderheidsbelang zou nemen in Vunzige Deuntjes.

## Hostings
Vunzige Deuntjes heeft op diverse evenementen een eigen podium.
| Jaar | Festivals                 |
| ---- | ------------------------- |
| 2015 | Amsterdam Open Air        |
| 2015 | Amsterdams Verbond        |
| 2015 | Bungalup                  |
| 2015 | Valrave Festival          |
| 2016 | Amsterdam Open Air        |
| 2016 | Amsterdams Verbond        |
| 2016 | Garden of Dance           |
| 2016 | Bungalup                  |
| 2017 | Mysteryland               |
| 2017 | Amsterdam Open Air        |
| 2017 | Amsterdams Verbond        |
| 2017 | Matrixx at the Park       |
| 2017 | Nazomeren Festival        |
| 2017 | Garden of Dance           |
| 2017 | We are Electric           |
| 2017 | Paaspop                   |
| 2018 | Mysteryland               |
| 2018 | Amsterdams Verbond        |
| 2018 | Matrixx at the Park       |
| 2018 | Nazomeren Festival        |
| 2018 | Studay (BE)               |
| 2018 | Sziget                    |
| 2018 | Tiktak Beach Festival     |
| 2019 | Mysteryland               |
| 2019 | Fire is Gold (BE)         |
| 2019 | StuDay (BE)               |
| 2019 | Triangle Festival         |
| 2019 | Amsterdams Verbond        |
| 2019 | SLAM! Koningsdag Festival |
| 2019 | Matrixx at the Park       |